# Berlin-Rahnsdorf
Rahnsdorf is een stadsdeel van het Berlijnse district Treptow-Köpenick. Rahnsdorf is het meest oostelijk gelegen stadsdeel van Berlijn. De kern van Rahnsdorf ligt aan de monding van de Spree in de Müggelsee.
Rahnsdorf bestaat uit de volgende wijken:
- Hessenwinkel;
- Wilhelmshagen, of Neu-Rahnsdorf;
- Alt-Rahnsdorf, of kortweg Rahnsdorf;
- Neu-Venedig.

Rahnsdorf bestaat uit meerdere villawijken alsmede wijken met eengezinswoningen. In de Berliner Sozialatlas staat de wijk op plaats 13. Dit betekent dat de wijk een goede sociale structuur heeft en een hoog gemiddeld inkomen onder de bewoners. Toeristen bezoeken de wijk meestal vanwege de Müggelsee.

## Geschiedenis
Rahnsdorf is van oorsprong een vissersdorp gelegen tussen de Müggelspree en de Müggelsee. De eerste vermelding dateert van 1375. In het jaar 1872 brandde het dorp volledig af en werd direct daarna herbouwd. Tussen 1890 en 1900 werd de villawijk Hessenwinkel gebouwd welke reeds in 1891 tot de voormalige gemeente Rahnsdorf behoorde. In dezelfde tijd werd de villawijk Neu-Rahnsdorf gesticht. Sinds 1902 wordt deze wijk Wilhelmshagen genoemd.

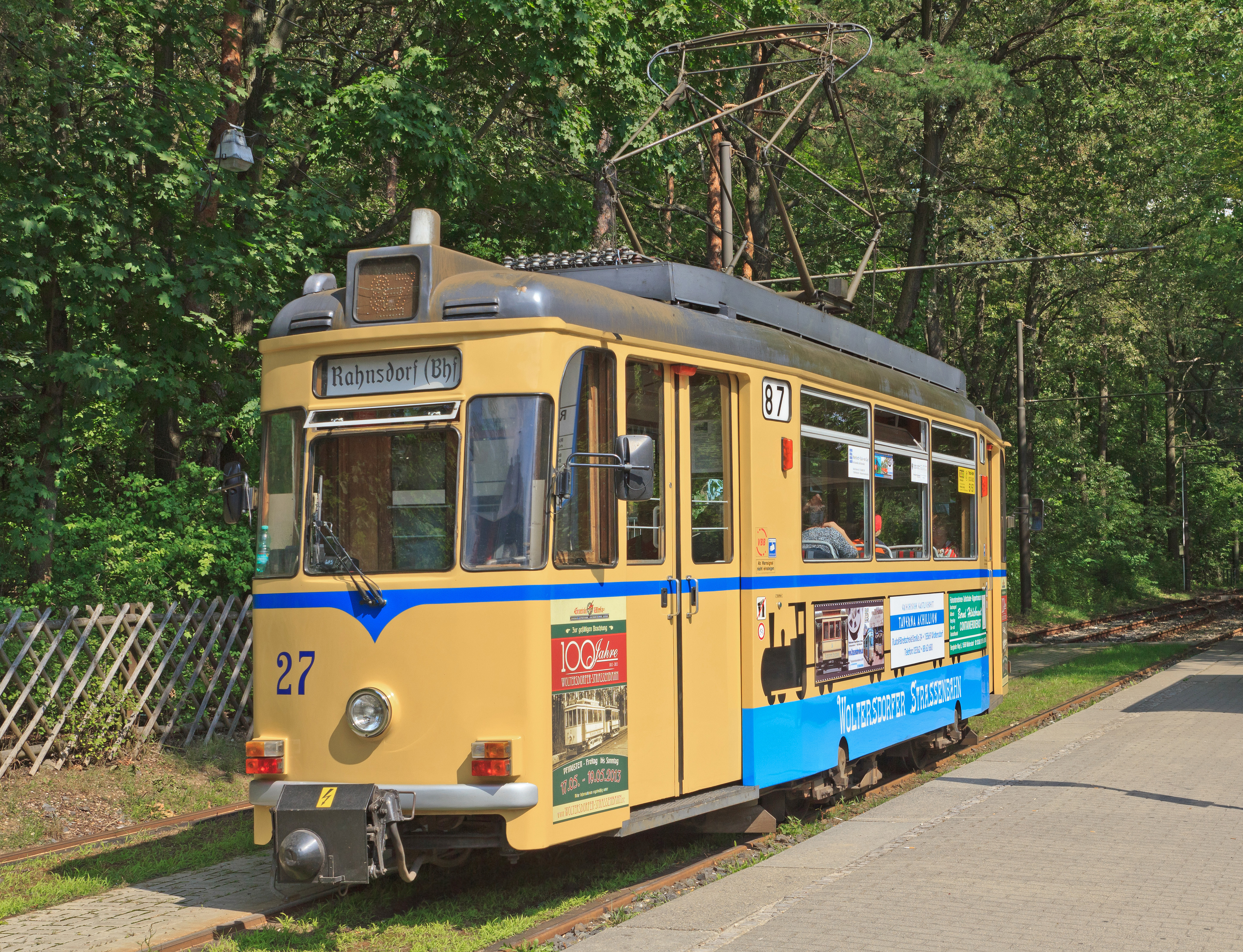
Woltersdorfer Straßenbahn in Rahnsdorf

In de jaren 1912 en 1913 kwam de Triglaw-Brücke gereed. In 1920 volgde de annexatie van het op dat moment 2700 inwoners tellende Rahnsdorf in het voormalige stadsdeel Köpenick van Groot-Berlijn. Neu-Venedig, genoemd naar Venetië en bekend door de vele kanalen, werd gesticht in 1926. In deze wijk stonden in de tijd van de DDR veel vakantiewoningen van hooggeplaatste politici.
Rahnsdorf beschikt over twee S-Bahn-station's aan de lijn S3 van de S-Bahn van Berlijn. Deze lijn wordt ook wel de Schlesische Bahn genoemd. De stations heten Bahnhof Berlin-Rahnsdorf en Bahnhof Berlin-Wilhelmshagen. Vanaf S-Bahnhof Rahnsdorf loopt de Woltersdorfer Straßenbahn naar Woltersdorf.